# Dirk Wayenberg
Dirk Wayenberg (Geraardsbergen, 14 september 1955 - Temse, 15 maart 2007) was een Belgisch wielrenner. 

## Carrière
Wayenberg was beroepsrenner tussen 1977 en 1989. Veel wedstrijden won hij in de loop van die twaalf seizoenen niet. Slechts vier overwinningen staan achter zijn naam: Humbeek en Viane (1978), Herne (1980) en Geraardsbergen-Viane (1986). In zijn carrière reed hij vijf keer de Ronde van Frankrijk en twee keer de Ronde van Italië. In de Tour van 1988 won Wayenberg de Rode Lantaarn. 
Hij gold vooral als superknecht, eerst van Rudy Pevenage, later van Frank Hoste (bij IJsboerke) en van Hoste en Giuseppe Saronni (bij Del Tongo). 
Na zijn carrière was hij nog even sportdirecteur met José De Cauwer bij Tulip. Daarna werd hij vertegenwoordiger van W-Cup en vervolgens topverkoper bij Bioracer.

## Resultaten in voornaamste wedstrijden
| Jaar | Ronde van Italië | Ronde van Frankrijk | Ronde van Spanje |
| ---- | ---------------- | ------------------- | ---------------- |
| 1977 |                  |                     |                  |
| 1979 |                  |                     |                  |
| 1980 |                  | 67e                 |                  |
| 1981 |                  | 107e                |                  |
| 1982 |                  | 117e                |                  |
| 1983 | 133e             |                     |                  |
| 1984 |                  | opgave              |                  |
| 1985 | 124e             |                     |                  |
| 1986 |                  |                     |                  |
| 1987 |                  |                     | opgave           |
| 1988 |                  | 151e (laatste)      |                  |

| Jaar | Milaan-San Remo | Gent-Wevelgem | Ronde van Vlaanderen | Parijs-Roubaix | Amstel Gold Race | Parijs-Tours |
| ---- | --------------- | ------------- | -------------------- | -------------- | ---------------- | ------------ |
| 1977 |                 |               |                      |                |                  | 64e          |
| 1979 | 95e             | 48e           |                      |                |                  |              |
| 1980 |                 | 26e           |                      |                |                  |              |
| 1981 |                 |               |                      |                |                  | 69e          |
| 1982 |                 |               |                      |                |                  | 12e          |
| 1983 |                 |               |                      |                |                  |              |
| 1984 |                 |               |                      |                | 55e              |              |
| 1985 |                 |               |                      |                |                  |              |
| 1986 |                 |               |                      | 41e            |                  |              |
| 1987 |                 |               |                      |                |                  |              |
| 1988 |                 |               | 67e                  |                |                  |              |